# Andréas Miaoúlis
Pour les articles homonymes, voir Famille Miaoúlis.
Andréas Vókos, dit Andréas Miaoúlis (en grec moderne : Ανδρέας "Μιαούλης" Βώκος), né le 20 mai 1769 et mort le 11 juin 1835, est un amiral et homme politique grec, qui commanda les forces navales grecques pendant la guerre d'indépendance. 

## Biographie
Andréas Vókos naquit sur l’île d’Hydra, à l’est de la Morée ; il était le deuxième fils de Dimítrios Vókos, et appartenait à une famille d'armateurs, arvanite comme le reste de la population d'Hydra.
Il prit le sobriquet de Miaoúlis à la suite de l'achat de son navire, le Miaoul ; ce surnom fut adopté comme nom de famille par ses descendants. Lorsque la guerre d’indépendance éclata, il était surtout pour ses concitoyens comme un grand notable d’Hydra ayant accumulé une énorme fortune en forçant le blocus anglais pour approvisionner la France durant la Révolution française et l’Empire, fortune qu’il sacrifiera en grande partie pour financer la guerre d’indépendance de la Grèce.

## Guerre d'indépendance

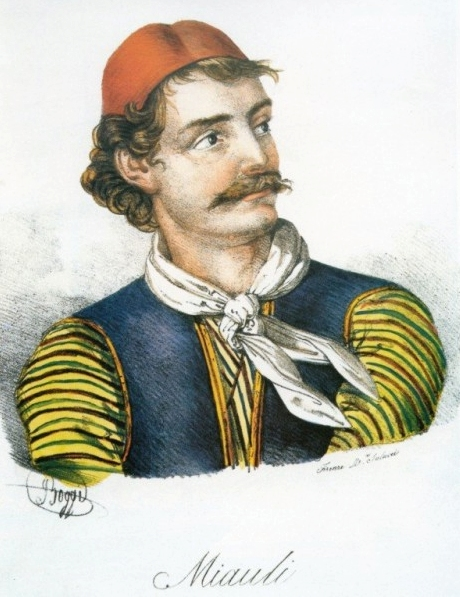
Andréas Miaoúlis, dessin de Giovanni Boggi.

Les habitants des îles prirent une part active au combat dès le début de l’insurrection en avril ; Miaoúlis ne prit d'abord pas part directement aux combats, contrairement à son fils Dimítrios qui commanda une escadre en mai-juin dans le golfe de Corinthe. Il assura son premier commandement en octobre 1821, conjointement avec Iákovos Tombázis, lors d'opérations indécises près de Zante au retour de la flotte ottomane.
En février 1822, Miaoúlis fut nommé navarque de la flotte d'Hydra, en remplacement de Tombázis ; l'île ayant la flotte la plus puissante, il était donc considéré comme le chef de la flotte, même si la chaîne de commandement demeurait très lâche, les différents armateurs et capitaines conservant leur liberté d'action. 
La même année, de mai à juillet, il commanda l’expédition envoyée pour se venger du massacre de Chios.
En 1824, après le massacre de Psara, il affronta les flottes turque et égyptienne et remporta plusieurs succès.
L'année suivante, il ne put empêcher les troupes égyptiennes d’occuper Navarin, malgré une résistance acharnée. Il réussit plusieurs fois à transporter provisions et renforts dans Missolonghi assiégée, sans parvenir cette fois à éviter sa chute finale en 1826. Ses efforts pour couper les communications maritimes des forces égyptiennes échouèrent, en partie à cause de l’énorme disproportion entre les deux escadres et de la puissance des navires. 
Miaoúlis continua à diriger la flotte grecque jusqu’à ce que l’ancien officier de la Royal Navy Thomas Cochrane, 10e comte de Dundonald entrât au service de l’armée grecque ; Miaoúlis prit alors sa retraite afin de laisser toute liberté d'action à l’officier anglais.
Cochrane lui transmit à nouveau le commandement de la flotte en janvier 1828, lors de son départ provisoire en Angleterre. Miaoúlis participa alors en mars à des opérations autour de Chios, que le colonel Fabvier tentait de reconquérir.

## Après la guerre
Quand l’indépendance fut déclarée, il prit part en 1831 à la guerre civile qui suivit, en tant qu’opposant de Ioánnis Kapodístrias et du parti russe. Les habitants de Poros et Hydra établirent alors un « Comité Constitutionnel ». Il dut employer ses connaissances navales contre le gouvernement à Poros en 1831 : il s'empara de l'arsenal et des navires, principalement du navire amiral Hellas. Le 13 août 1831, pour éviter que la flotte tombe aux mains du gouvernement, Miaoúlis fit sauter le navire amiral Hellas et la corvette Hydra.
Miaoúlis fut également de ceux que l’on envoya pour inviter le Roi Othon à accepter la couronne de Grèce. Celui-ci le fit par la suite vice-amiral. 
Miaoúlis est mort à Athènes le 11 juin 1835 (23 juin dans le calendrier grégorien), de la tuberculose,.

## Famille et descendance
Il épousa Iríni Bíkou dont il eut six fils et une fille :
- Dimítrios Miaoúlis (1794–1835), chef d’escadre, époux de Maroússa Boudoúri, fille de Stamátis Boudoúris (1770–1853), multimillionnaire bienfaiteur de la nation grecque de la grande famille archontale hydriote des Boudoúris qui a donné à la Grèce de nombreux hommes d’État.
- Antónios Miaoúlis (en) (1800–1836), officier de marine, aide de camp de l’amiral Miaoúlis son père et écrivain historique ayant écrit une histoire d’Hydra. Chargé de mission à Munich et époux de la fille Vassíli du Primat Vadi.
- Ioánnis Miaoúlis (en) (1803–1830), époux de María Tombázis, fille de l’amiral Tombázis, grande famille archontale hydriote.
- Emmanouíl Miaoúlis (en) (1812–1871), époux d’Eléni Vatátsi.
- Athanásios Miaoúlis (1815–1867 ), Premier ministre, ministre de la Marine, député d’Hydra, élève de l’école royale militaire de Munich, chef du parti othonien, époux de Kondýlo Koundourióti, fille de Geórgios Koundouriótis, président de l’Éxécutif grec de 1824, président du Sénat, conseiller d’Etat, ministre de l’Intérieur, bienfaiteur de la nation grecque avec son frère Lázaros, illustre famille archontale qui a joué un rôle éminent en Grèce.
- Nikólaos Miaoúlis (en) (1818–1872) officier de marine, élève de l’école royale militaire de Munich, époux d’Aspasía Koumbári, fille de Kyriákos Koumbáris, membre marquant de la Filikí Etería appartenant à une vieille famille d’Odessa descendante des Cantacuzène.
- María Miaoúlis, épouse en premier mariage de Theódoros Ghíkas (el) et en second mariage de Lazáros Pinótsis (el), combattant de l’Indépendance.